# Чемпионат России по лёгкой атлетике 2020
Чемпионат России по лёгкой атлетике 2020 года прошёл 8—11 сентября в Челябинске на стадионе легкоатлетического комплекса имени Елены Елесиной. Уральский город принимал соревнования впервые в истории. На протяжении четырёх дней были разыграны 40 комплектов медалей. Одновременно с чемпионатом проходило первенство России среди юниоров до 23 лет (1998—2000 г.р.). На старт двух турниров вышло около 900 спортсменов из 68 регионов страны.
Изначально чемпионат России был запланирован на 24—27 июня в Чебоксарах, однако в связи с пандемией COVID-19 и введёнными ограничениями сроки его проведения несколько раз сдвигались. Ещё в апреле президент ВФЛА Евгений Юрченко заявил о вероятном переносе турнира на 8—9 августа. В проекте календаря от июня соревнования были запланированы уже на 8—10 сентября. Наконец, 5 августа ВФЛА утвердила перенос места проведения из Чебоксар в Челябинск.
В соответствии с регламентом, спортсмены 1998, 1999 и 2000 годов рождения могли выступать в зачёте только одного турнира — либо чемпионата, либо первенства среди юниоров до 23 лет. Данное правило негативно повлияло на количество участников чемпионата России и общий уровень результатов. В частности, в женском метании копья в сектор вышли всего 5 участниц, в женской эстафете 4×400 м выступали 3 команды, а в ряде дисциплин для попадания в призёры хватило результата уровня кандидата в мастера спорта.
Высокие результаты показали: 20-летняя Полина Миллер, выигравшая бег на 400 метров с 9-м результатом мирового сезона (51,51), толкатель ядра Александр Лесной (21,04 м — 6-й результат в Европе) и Екатерина Конева в тройном прыжке (14,74 м с попутным ветром, превышающим допустимую норму).
Как и годом ранее, победный дубль на дистанциях 800 и 1500 метров сделала Александра Гуляева (2.00,32 и 4.05,69).
Тимофей Чалый в пятый раз в карьере стал чемпионом России в беге на 400 метров с барьерами (49,77). У женщин этот вид выиграла его жена Вера — для неё титул, завоёванный в Челябинске, стал четвёртым.
На протяжении 2020 года в различных городах были проведены чемпионаты России в отдельных дисциплинах лёгкой атлетики:
- 21 августа — чемпионат России по бегу на 10 000 метров (Смоленск)
- 22 августа — чемпионат России по горному бегу (вверх-вниз) (Дебёсы)
- 5—6 сентября — чемпионат России по спортивной ходьбе (Вороновское)
- 6 сентября — чемпионат России по полумарафону (Ярославль)
- 22—24 сентября — чемпионат России по эстафетному бегу (Адлер)
- 10—11 октября — чемпионат России по кроссу (Оренбург)
- 25 октября — чемпионат России по горному бегу (длинная дистанция) (Красная Поляна)
- 6 декабря — чемпионат России по марафону (Сочи)

Из-за пандемии COVID-19 не состоялись запланированные чемпионаты России в следующих дисциплинах лёгкой атлетики:
- бег на 100 км
- бег на 24 часа
- горный бег (вверх)
- трейл

## Призёры

### Мужчины
| Дисциплина                         | Золото                                                                                | Золото             | Серебро                                                                                        | Серебро            | Бронза                                                                                  | Бронза             |
| ---------------------------------- | ------------------------------------------------------------------------------------- | ------------------ | ---------------------------------------------------------------------------------------------- | ------------------ | --------------------------------------------------------------------------------------- | ------------------ |
| 100 м (ветер: −0,4 м/с)            | Игорь Образцов Ульяновская область                                                    | 10,36              | Дмитрий Лопин Краснодарский край Самарская область                                             | 10,54              | Никита Чабан Красноярский край                                                          | 10,55              |
| 200 м (ветер: −1,6 м/с)            | Ильфат Садеев Ульяновская область                                                     | 21,12              | Александр Ефимов Тульская область                                                              | 21,32              | Алексей Юфимов Ульяновская область                                                      | 21,33              |
| 400 м                              | Максим Федяев Московская область Курская область                                      | 46,15              | Александр Буяновский Самарская область                                                         | 46,38              | Кирилл Лямин Курская область                                                            | 46,68              |
| 800 м                              | Константин Холмогоров Москва Пермский край                                            | 1.46,37            | Сергей Дубровский Московская область Белгородская область                                      | 1.47,20            | Игорь Ращупкин Москва                                                                   | 1.48,20            |
| 1500 м                             | Сергей Дубровский Московская область Белгородская область                             | 3.44,21            | Константин Плохотников Краснодарский край Хакасия                                              | 3.44,68            | Евгений Кунц Москва Алтайский край                                                      | 3.45,97            |
| 5000 м                             | Владимир Никитин Москва Пермский край                                                 | 13.33,67           | Анатолий Рыбаков Кемеровская область                                                           | 13.40,25           | Александр Яремчук Архангельская область                                                 | 13.59,18           |
| 3000 м с препятствиями             | Максим Якушев Свердловская область                                                    | 8.23,02            | Константин Плохотников Краснодарский край Хакасия                                              | 8.23,41            | Юрий Клопцов Москва Алтайский край                                                      | 8.27,60            |
| 110 м с барьерами (ветер: 0,0 м/с) | Сергей Шубенков Краснодарский край Алтайский край                                     | 13,31              | Константин Шабанов Москва Псковская область                                                    | 13,69              | Филипп Шабанов Москва Псковская область                                                 | 13,91              |
| 400 м с барьерами                  | Тимофей Чалый Красноярский край Московская область                                    | 49,77              | Владимир Лысенко Московская область                                                            | 50,43              | Вадим Кукалев Тюменская область                                                         | 50,66              |
| Прыжок в высоту                    | Илья Иванюк Брянская область Смоленская область                                       | 2,24 м             | Александр Асанов Москва                                                                        | 2,24 м             | Матвей Рудник Омская область Кемеровская область                                        | 2,19 м             |
| Прыжок с шестом                    | Александр Грипич Краснодарский край                                                   | 5,50 м             | Илья Просвирин Ярославская область                                                             | 5,40 м             | Георгий Горохов Москва Брянская область                                                 | 5,30 м             |
| Прыжок в длину                     | Александр Меньков Красноярский край Мордовия                                          | 8,06 м (+2,5 м/с)  | Артём Примак Краснодарский край Хабаровский край                                               | 7,99 м (+1,1 м/с)  | Илья Шкуренёв Волгоградская область                                                     | 7,81 м (+2,6 м/с)  |
| Тройной прыжок                     | Денис Обёртышев Самарская область Краснодарский край                                  | 16,83 м (+1,0 м/с) | Алексей Фёдоров Московская область Смоленская область                                          | 16,64 м (+1,6 м/с) | Александр Юрченко Московская область Самарская область                                  | 16,44 м (+1,2 м/с) |
| Толкание ядра                      | Александр Лесной Краснодарский край Нижегородская область                             | 21,04 м            | Максим Афонин Москва Московская область                                                        | 20,37 м            | Максим Сидоров Москва Московская область                                                | 20,27 м            |
| Метание диска                      | Алексей Худяков Москва Нижегородская область                                          | 62,18 м            | Александр Добренький Московская область Кабардино-Балкария                                     | 59,68 м            | Глеб Сидорченко Москва Ставропольский край                                              | 57,83 м            |
| Метание молота                     | Валерий Пронкин Москва Нижегородская область                                          | 75,83 м            | Андрей Романов Московская область                                                              | 75,67 м            | Денис Лукьянов Московская область Ростовская область                                    | 75,47 м            |
| Метание копья                      | Николай Орлов Московская область                                                      | 82,33 м            | Дмитрий Тарабин Краснодарский край Московская область                                          | 79,23 м            | Владислав Панасенков Московская область Смоленская область                              | 77,72 м            |
| Десятиборье                        | Сергей Тимшин Москва Липецкая область                                                 | 7609 очков         | Евгений Саранцев Волгоградская область Санкт-Петербург                                         | 7512 очков         | Евгений Лиханов Москва Красноярский край                                                | 7473 очка          |
| Эстафета 4×100 м                   | Ульяновская область · Игорь Образцов · Алексей Юфимов · Артём Федотов · Ильфат Садеев | 39,70              | Вологодская область · Антон Анисков · Константин Петряшов · Данил Росляков · Максим Новослугин | 39,98              | Краснодарский край · Дмитрий Хомутов · Дмитрий Лопин · Руслан Перестюк · Дмитрий Тимков | 40,10              |
| Эстафета 4×400 м                   | Москва · Артём Арасланов · Дмитрий Ефимов · Никита Евсеенков · Андрей Ефремов         | 3.06,32            | Ульяновская область · Андрей Галацков · Олег Никитин · Руслан Халиуллов · Артём Федотов        | 3.06,62            | Московская область · Денис Серазтдинов · Ярослав Ткалич · Тимофей Чалый · Максим Федяев | 3.06,87            |

### Женщины
| Дисциплина                          | Золото                                                                                        | Золото             | Серебро                                                                                  | Серебро            | Бронза                                                                                           | Бронза             |
| ----------------------------------- | --------------------------------------------------------------------------------------------- | ------------------ | ---------------------------------------------------------------------------------------- | ------------------ | ------------------------------------------------------------------------------------------------ | ------------------ |
| 100 м (ветер: −0,4 м/с)             | Кристина Хорошева Пензенская область Тульская область                                         | 11,66              | Анастасия Григорьева Санкт-Петербург Брянская область                                    | 11,69              | Ирина Белова Мордовия                                                                            | 11,76              |
| 200 м (ветер: −0,6 м/с)             | Кристина Хорошева Пензенская область Тульская область                                         | 23,66              | Вера Алымова Санкт-Петербург Брянская область                                            | 23,72              | Екатерина Реньжина Москва Тульская область                                                       | 24,14              |
| 400 м                               | Полина Миллер Краснодарский край Алтайский край                                               | 51,51              | Ксения Аксёнова Свердловская область Ямало-Ненецкий АО                                   | 51,71              | Алёна Мамина Московская область Свердловская область                                             | 52,53              |
| 800 м                               | Александра Гуляева Москва Ивановская область                                                  | 2.00,32            | Инесса Гусарова Белгородская область Брянская область                                    | 2.02,04            | Светлана Улога Татарстан                                                                         | 2.02,47            |
| 1500 м                              | Александра Гуляева Москва Ивановская область                                                  | 4.05,69            | Инесса Гусарова Белгородская область Брянская область                                    | 4.08,97            | Светлана Аплачкина Воронежская область                                                           | 4.11,37            |
| 5000 м                              | Светлана Аплачкина Воронежская область                                                        | 15.31,34           | Светлана Карамашева Хакасия                                                              | 15.31,87           | Екатерина Ишова Московская область Чувашия                                                       | 15.32,93           |
| 3000 м с препятствиями              | Екатерина Ивонина Московская область Пермский край                                            | 9.16,84            | Ольга Вовк Ростовская область                                                            | 9.23,86            | Наталья Аристархова Красноярский край                                                            | 9.27,35            |
| 100 м с барьерами (ветер: −0,2 м/с) | Нина Морозова Краснодарский край Брянская область                                             | 13,53              | Анна Ватропина Татарстан                                                                 | 13,55              | Екатерина Блёскина Красноярский край Санкт-Петербург                                             | 13,71              |
| 400 м с барьерами                   | Вера Чалая Москва Пермский край                                                               | 57,01              | Ирина Колесниченко Москва Московская область                                             | 58,17              | Елена Зуйкевич Калининградская область Пермский край                                             | 58,95              |
| Прыжок в высоту                     | Мария Ласицкене Московская область Кабардино-Балкария                                         | 1,92 м             | Кристина Королёва Липецкая область Кемеровская область                                   | 1,88 м             | Анна Чичерова Москва Ростовская область                                                          | 1,85 м             |
| Прыжок с шестом                     | Анжелика Сидорова Москва Чувашия                                                              | 4,70 м             | Ирина Иванова Омская область                                                             | 4,50 м             | не вручалась                                                                                     |                    |
| Прыжок с шестом                     | Анжелика Сидорова Москва Чувашия                                                              | 4,70 м             | Аксана Гатауллина Москва                                                                 | 4,50 м             | не вручалась                                                                                     |                    |
| Прыжок в длину                      | Полина Лукьяненкова Краснодарский край                                                        | 6,57 м (+1,5 м/с)  | Елена Соколова Москва Белгородская область                                               | 6,51 м (+1,2 м/с)  | Юлия Пидлужная Свердловская область                                                              | 6,47 м (+0,8 м/с)  |
| Тройной прыжок                      | Екатерина Конева Краснодарский край Хабаровский край                                          | 14,74 м (+2,7 м/с) | Дарья Нидбайкина Москва Брянская область                                                 | 14,27 м (+3,0 м/с) | Виктория Прокопенко Москва                                                                       | 14,15 м (+3,3 м/с) |
| Толкание ядра                       | Наталья Тронева Краснодарский край                                                            | 16,82 м            | Евгения Соловьёва Московская область Челябинская область                                 | 16,75 м            | Алёна Гордеева Москва Тверская область                                                           | 16,58 м            |
| Метание диска                       | Наталья Карпова Омская область Санкт-Петербург                                                | 61,52 м            | Мария Огрицко Москва                                                                     | 57,32 м            | Виолетта Игнатьева Краснодарский край Московская область                                         | 55,44 м            |
| Метание молота                      | Софья Палкина Московская область Самарская область                                            | 70,86 м            | Елизавета Царёва Московская область Ростовская область                                   | 67,03 м            | Алёна Лысенко Москва Владимирская область                                                        | 63,12 м            |
| Метание копья                       | Вера Маркарян Москва Крым                                                                     | 56,97 м            | Мария Рыбникова Воронежская область                                                      | 53,12 м            | Ксения Зыбина Санкт-Петербург                                                                    | 51,90 м            |
| Семиборье                           | Александра Бутвина Ростовская область Санкт-Петербург                                         | 5610 очков         | Мария Павлова Татарстан                                                                  | 5374 очка          | Виктория Васейкина Москва Брянская область                                                       | 5308 очков         |
| Эстафета 4×100 м                    | Санкт-Петербург · Алиса Иванова · Елена Черняева · Вера Алымова · Анастасия Григорьева        | 44,74              | Краснодарский край · Виктория Зелих · Наталья Погребняк · Нина Морозова · Полина Миллер  | 45,13              | Московская область · Мария Тарабанская · Полина Чернобай · Анна Кукушкина · Ирина Болдырева      | 45,78              |
| Эстафета 4×400 м                    | Московская область · Вероника Архипова · Юлия Спиридонова · Ирина Колесниченко · Алёна Мамина | 3.34,68            | Санкт-Петербург · Ксения Васько · Олеся Кузминчук · Екатерина Тюрина · Екатерина Копрова | 3.40,10            | Ульяновская область · Наталья Перякова · Анастасия Кибакина · Ирина Уткина · Александра Скочкова | 3.46,41            |

1. 1 2 3 4  Результаты Екатерины Строковой (63,90 м, 1 место) и Елены Пановой (59,25 м, 3 место) в метании диска были аннулированы в связи с нарушениями антидопинговых правил (по результатам анализа данных Московской антидопинговой лаборатории)[10][11]

## Чемпионат России по бегу на 10 000 метров
Чемпионат России по бегу на 10 000 метров состоялся 21 августа 2020 года в Смоленске на стадионе СГАФКСТ. Забеги прошли в рамках Мемориала братьев Знаменских. На старт вышли 26 бегунов (14 мужчин и 12 женщин) из 19 регионов страны. Организация соревнований подверглась резкой критике со стороны участников. Беговая дорожка стадиона оказалась непригодна к проведению чемпионата. Её ремонт продолжался вплоть до самого старта, но начавшийся в Смоленске затяжной ливень свёл все усилия на нет. В последний момент судьями было принято решение не задействовать первые две дорожки стадиона, а забеги провести по третьей дорожке. В данных условиях Владимир Никитин и Анатолий Рыбаков оказались далеки от побития национального рекорда (27.53,12), о котором были разговоры перед стартом, но всё равно показали достаточно высокие результаты для внутрироссийского уровня.

### Мужчины
| Дисциплина | Золото                                | Золото   | Серебро                              | Серебро  | Бронза                           | Бронза   |
| ---------- | ------------------------------------- | -------- | ------------------------------------ | -------- | -------------------------------- | -------- |
| 10 000 м   | Владимир Никитин Москва Пермский край | 28.16,44 | Анатолий Рыбаков Кемеровская область | 28.18,89 | Андрей Лейман Краснодарский край | 28.56,71 |

### Женщины
| Дисциплина | Золото                                  | Золото   | Серебро                     | Серебро  | Бронза                               | Бронза   |
| ---------- | --------------------------------------- | -------- | --------------------------- | -------- | ------------------------------------ | -------- |
| 10 000 м   | Елена Коробкина Москва Липецкая область | 32.56,53 | Светлана Карамашева Хакасия | 33.16,41 | Наталья Леонтьева Москва Саха−Якутия | 33.22,68 |

## Чемпионат России по горному бегу (вверх-вниз)
XXII чемпионат России по горному бегу (вверх-вниз) состоялся 22 августа 2020 года в селе Дебёсы (Удмуртская Республика). Соревнования прошли в урочище Карасмешка, где был проложен круг длиной 1 км с перепадом высот 63 метра. На старт вышли 45 участников (32 мужчины и 13 женщин) из 12 регионов России.

### Мужчины
| Дисциплина                         | Золото                                | Золото | Серебро                         | Серебро | Бронза                           | Бронза |
| ---------------------------------- | ------------------------------------- | ------ | ------------------------------- | ------- | -------------------------------- | ------ |
| 12 км перепад высот: +756 м −756 м | Руслан Хорошилов Белгородская область | 51.34  | Антон Тингаев Самарская область | 51.54   | Евгений Кириллов Санкт-Петербург | 52.11  |

### Женщины
| Дисциплина                        | Золото                                   | Золото | Серебро                             | Серебро | Бронза                             | Бронза |
| --------------------------------- | ---------------------------------------- | ------ | ----------------------------------- | ------- | ---------------------------------- | ------ |
| 8 км перепад высот: +504 м −504 м | Любовь Новгородцева Свердловская область | 40.00  | Надежда Леонтьева Самарская область | 40.25   | Алёна Малышева Костромская область | 40.29  |

## Чемпионат России по спортивной ходьбе
Чемпионат России по спортивной ходьбе 2020 года прошёл 5—6 сентября в поселении Вороновское (Москва). Спортсмены соревновались на трассе длиной 1 км, проложенной вокруг декоративного пруда. В соревнованиях приняли участие 37 легкоатлетов (19 мужчин и 18 женщин) из 9 регионов страны. Второй год подряд в женской ходьбе на 50 км был показан результат, превышающий мировой рекорд китаянки Лю Хун (3:59.15). В этот раз достижение было превышено на 8 с половиной минут: Елена Лашманова преодолела дистанцию за 3:50.42. И вновь, как и годом ранее результат Клавдии Афанасьевой (3:57.08), данный мировой рекорд не имел шансов на ратификацию. С 2015 года Всероссийская федерация лёгкой атлетики была дисквалифицирована в связи с допинговым скандалом, из-за чего на национальных соревнованиях по ходьбе отсутствовали иностранные судьи, необходимые для признания рекорда. Помимо Лашмановой, результат быстрее 4 часов показала и Маргарита Никифорова (3:59.56).
На дистанции 20 км у мужчин победу с 3-минутным отрывом одержал Василий Мизинов. Для одного из лидеров национальной сборной этот титул чемпиона России стал первым в карьере. Его результат 1:19.09 занял 6 место в мировом рейтинге.

### Мужчины
| Дисциплина      | Золото                              | Золото  | Серебро                          | Серебро | Бронза                                | Бронза  |
| --------------- | ----------------------------------- | ------- | -------------------------------- | ------- | ------------------------------------- | ------- |
| Ходьба на 20 км | Василий Мизинов Челябинская область | 1:19.09 | Сергей Кожевников Мордовия       | 1:22.02 | Евгений Добрынкин Челябинская область | 1:22.38 |
| Ходьба на 50 км | Дементий Чепарёв Мордовия           | 3:43.29 | Сергей Шарыпов Мордовия Удмуртия | 3:43.46 | Сергей Раков Мордовия                 | 3:48.37 |

### Женщины
| Дисциплина      | Золото                    | Золото  | Серебро                                           | Серебро | Бронза                                  | Бронза  |
| --------------- | ------------------------- | ------- | ------------------------------------------------- | ------- | --------------------------------------- | ------- |
| Ходьба на 20 км | Эльвира Хасанова Мордовия | 1:27.45 | Рейхан Каграманова Мордовия Кемеровская область   | 1:28.32 | Юлия Турова Мордовия Удмуртия           | 1:29.57 |
| Ходьба на 50 км | Елена Лашманова Мордовия  | 3:50.42 | Маргарита Никифорова Мордовия Кемеровская область | 3:59.56 | Анастасия Калашникова Мордовия Удмуртия | 4:18.26 |

## Чемпионат России по полумарафону
Чемпионат России по полумарафону состоялся 6 сентября 2020 года в Ярославле в рамках VII Ярославского полумарафона «Золотое кольцо». Круговая трасса длиной 10,55 км была проложена по исторической части города. Старт и финиш забега находились в парке на Стрелке. На старт вышли 45 легкоатлетов из 24 регионов страны (22 мужчины и 23 женщины). Предстартовые фавориты Ринас Ахмадеев и Елена Коробкина подтвердили свой класс и стали двукратными чемпионами страны в полумарафоне. Коробкина установила новый личный рекорд 1:10.11.

### Мужчины
| Дисциплина  | Золото                   | Золото  | Серебро                                  | Серебро | Бронза                | Бронза  |
| ----------- | ------------------------ | ------- | ---------------------------------------- | ------- | --------------------- | ------- |
| Полумарафон | Ринас Ахмадеев Татарстан | 1:04.01 | Михаил Стрелков Москва Орловская область | 1:04.51 | Николай Чавкин Москва | 1:05.11 |

### Женщины
| Дисциплина  | Золото                                  | Золото  | Серебро                  | Серебро | Бронза                               | Бронза  |
| ----------- | --------------------------------------- | ------- | ------------------------ | ------- | ------------------------------------ | ------- |
| Полумарафон | Елена Коробкина Москва Липецкая область | 1:10.11 | Светлана Симакова Москва | 1:14.50 | Наталья Леонтьева Москва Саха−Якутия | 1:15.02 |

## Чемпионат России по эстафетному бегу
Чемпионат России в неолимпийских дисциплинах эстафетного бега прошёл 22—24 сентября 2020 года в Адлере на стадионе спортивного комплекса «Юность».

### Мужчины
| Дисциплина                   | Золото                                                                                 | Золото  | Серебро                                                                                     | Серебро | Бронза                                                                                           | Бронза  |
| ---------------------------- | -------------------------------------------------------------------------------------- | ------- | ------------------------------------------------------------------------------------------- | ------- | ------------------------------------------------------------------------------------------------ | ------- |
| Эстафета 100+200+400+800 м   | Белгородская область · Иван Маматов · Глеб Бахин · Иван Орехов · Сергей Дубровский     | 3.08,73 | Санкт-Петербург · Кирилл Чернухин · Андрей Кухаренко · Михаил Филатов · Григорий Корепин    | 3.11,13 | Свердловская область · Глеб Егоров · Антон Балыкин · Рудольф Верховых · Семён Ионов              | 3.11,19 |
| Эстафета 4×800 м             | Ульяновская область · Леонид Морозов · Ярослав Шмелёв · Никита Егоров · Сергей Хватков | 7.29,86 | Санкт-Петербург · Владислав Носков · Михаил Филатов · Михаил Бекяшев · Олег Селиванов       | 7.30,26 | Санкт-Петербург · Григорий Корепин · Александр Куверин · Алексей Саввин · Алексей Харитонов      | 7.30,58 |
| Эстафета 4×110 м с барьерами | Санкт-Петербург · Сергей Солодов · Артём Васильев · Олег Спиридонов · Даниил Робертов  | 58,09   | Кемеровская область · Андрей Хайлов · Андрей Фомичёв · Константин Махнёв · Алексей Черкасов | 59,62   | Московская область · Александр Рудченко · Никита Андрейченко · Алексей Прохоров · Девид Варданян | 1.03,06 |

### Женщины
| Дисциплина                   | Золото                                                                                        | Золото  | Серебро                                                                                                 | Серебро | Бронза                                                                                              | Бронза  |
| ---------------------------- | --------------------------------------------------------------------------------------------- | ------- | --- | ------- | --------------------------------------------------------------------------------------------------- | ------- |
| Эстафета 100+200+400+800 м   | Курская область · Юлия Петрищева · Анастасия Рыбкина · Елена Морозова · Дина Александрова     | 3.36,30 | Волгоградская область · Юлия Кученева · Анастасия Жолобова · Антонина Кривошапка · Анастасия Герасимова | 3.37,61 | Московская область · Анна Семёнова · Екатерина Самойлина · Юлия Спиридонова · Елизавета Цыганова    | 3.38,19 |
| Эстафета 4×800 м             | Курская область · Екатерина Толмачёва · Екатерина Купина · Елена Морозова · Дина Александрова | 8.27,45 | Иркутская область · Ольга Ницина · Анастасия Судос · Ольга Родиошкина · Ирина Гущенец                   | 8.28,13 | Санкт-Петербург · Надежда Мосеева · Мария Рухлядева · Ульяна Аввакуменкова · Анастасия Александрова | 8.35,83 |
| Эстафета 4×100 м с барьерами | Санкт-Петербург · Екатерина Блёскина · Дарья Шишкина · Валерия Громова · Ирина Манакова       | 55,95   | Санкт-Петербург · Снежана Ильина · Екатерина Минина · Анастасия Алымова · Александра Бутвина            | 58,75   | Воронежская область · Юлия Бабкина · Ирина Баулина · Алина Бозюкова · Эмилия Тангара                | 1.00,21 |

## Чемпионат России по кроссу
Чемпионат России по кроссу прошёл в Оренбурге 10—11 октября 2020 года. В двух взрослых забегах приняли участие 29 бегунов из 18 регионов России (20 мужчин и 9 женщин).

### Мужчины
| Дисциплина  | Золото                                            | Золото | Серебро                            | Серебро | Бронза                      | Бронза |
| ----------- | ------------------------------------------------- | ------ | ---------------------------------- | ------- | --------------------------- | ------ |
| Кросс 10 км | Константин Плохотников Краснодарский край Хакасия | 32.29  | Александр Именин Рязанская область | 32.33   | Артём Алексеев Башкортостан | 32.36  |

### Женщины
| Дисциплина | Золото                            | Золото | Серебро                                          | Серебро | Бронза                              | Бронза |
| ---------- | --------------------------------- | ------ | ------------------------------------------------ | ------- | ----------------------------------- | ------ |
| Кросс 6 км | Анна Тропина Свердловская область | 20.44  | Анна Петрова Санкт-Петербург Вологодская область | 20.58   | Анна Викулова Новосибирская область | 21.04  |

## Чемпионат России по горному бегу (длинная дистанция)
XIV чемпионат России по длинному горному бегу состоялся 25 октября 2020 года в Красной Поляне (Краснодарский край). На старт вышли 34 участника (22 мужчины и 12 женщин) из 14 регионов России. На финише мужского забега чемпиона Виктора Самойлова и серебряного призёра Дениса Кораблёва разделили всего 15 секунд — наименьший отрыв за всю историю чемпионата. Кораблёв также стал самым возрастным призёром национального первенства в длинном горном беге. В день старта ему было 36 лет 267 дней.

### Мужчины
| Дисциплина                           | Золото                            | Золото  | Серебро                          | Серебро | Бронза                     | Бронза  |
| ------------------------------------ | --------------------------------- | ------- | -------------------------------- | ------- | -------------------------- | ------- |
| 30 км перепад высот: +1311 м −1311 м | Виктор Самойлов Самарская область | 2:05.30 | Денис Кораблёв Ямало-Ненецкий АО | 2:05.45 | Андрей Петров Башкортостан | 2:07.22 |

### Женщины
| Дисциплина                           | Золото                                    | Золото  | Серебро                             | Серебро | Бронза                  | Бронза  |
| ------------------------------------ | ----------------------------------------- | ------- | ----------------------------------- | ------- | ----------------------- | ------- |
| 30 км перепад высот: +1311 м −1311 м | Елизавета Ерохина Санкт-Петербург Карелия | 2:26.19 | Надежда Лещинская Самарская область | 2:27.58 | Наталья Руденко Хакасия | 2:29.57 |

## Чемпионат России по марафону
Чемпионат России по марафону 2020 года состоялся 6 декабря в Сочи. Соревнования проходили на гоночной трассе «Сочи Автодром». На старт вышли 60 бегунов (33 мужчины и 27 женщин) из 34 регионов России. Спортсмены преодолевали 7 кругов по 5612,96 м и финишную петлю длиной 2900,19 м.
На ровной трассе при конфортной погоде (до +17 градусов) наиболее высокие результаты были показаны в женском забеге. Сардана Трофимова с самого старта оторвалась от соперниц и в четвёртый раз (третий подряд) стала сильнейшей в России с новым рекордом чемпионатов — 2:27.09. Ей удалось с запасом выполнить олимпийский норматив (2:29.30).
Во главе мужского забега долгое время была группа из 5-6 человек. Призовые места были разыграны на заключительных 10 километрах. Лучший финиш оказался у Юрия Чечуна, который опередил Фёдора Шутова на 1 секунду. Отрыв победителя от 2, 3 и 4 мест оказался наименьшим за всю историю проведения чемпионатов России по марафону (1, 7 и 14 секунд соответственно). Юрий Чечун выиграл четвёртый марафон за три месяца 2020 года (с 6 сентября по 6 декабря).

### Мужчины
| Дисциплина | Золото                       | Золото  | Серебро                     | Серебро | Бронза                         | Бронза  |
| ---------- | ---------------------------- | ------- | --------------------------- | ------- | ------------------------------ | ------- |
| Марафон    | Юрий Чечун Самарская область | 2:15.05 | Фёдор Шутов Москва Удмуртия | 2:15.06 | Николай Волков Санкт-Петербург | 2:15.12 |

### Женщины
| Дисциплина | Золото                        | Золото  | Серебро                                     | Серебро | Бронза                           | Бронза  |
| ---------- | ----------------------------- | ------- | ------------------------------------------- | ------- | -------------------------------- | ------- |
| Марафон    | Сардана Трофимова Саха-Якутия | 2:27.09 | Татьяна Архипова Московская область Чувашия | 2:30.32 | Людмила Лебедева Москва Марий Эл | 2:31.29 |